# Kvintet Gamma
Kvintet Gamma je klasični glasbeni sestav, ki izvaja vse zvrsti klasične glasbe, z močnim poudarkom na novem tangu in madžarskem čardašu.

## Zasedba
Anja Čretnik Videmšek - violinistka

Mihael Strniša - akordeonist

Aljaž Cvirn - kitarist

Miha Firšt - kontrabasist

Gregor Deleja - pianist, prof. glasbene pedagogike

## Biografija
Kvintet Gamma je mlada celjska instrumentalna zasedba, ki izvaja pretežno glasbo 19. in 20. stoletja, predvsem klasični tango različnih skladateljev, novi tango Astorja Piazzolle ter nekaj plesnih tangov različnih evropskih skladateljev, ob tem pa njihov repertoar več kot 40 skladb dopolnjujejo tudi skladbe romantičnih in sodobnih skladateljev. 
V dobrem letu obstoja so z več deset samostojnimi koncerti in nastopi vsakokrat napolnili razne večje dvorane v Celju ter Sloveniji. Časopis Novi tednik jih je razglasil za najuspešnejšo celjsko zasedbo v letu 2008. Sodelujejo s plesnim kolektivom Abomo, klarinetistom Miho Žgankom, skladateljem Leonom Firštom in baritonistom Boštjanom Korošcem.
Najodmevnejši in najštevilčnejše obiskan koncert z naslovom »V objemu večnosti« je Kvintet Gamma decembra 2008 pripravil v sodelovanju s plesnim kolektivom Abomo, ko je bilo v Veliki dvorani Celjskega doma moč videti preplet sodobnega plesa ter glasbe Astorja Piazzolle. Nadaljevanje, predstavo »Tolmuni«, so izvedli junija 2009 in poželi še boljši odziv občinstva in strokovne javnosti.  V juliju 2009 so s turnejo po Avstriji začeli trileni evropski glasbeni projekt Jumum, koncert v Mestnem muzeju v Bad Ischlu pa je v tamkajšnjih medijih dobil bleščeče kritike. Pomembnejši so še koncert na mednarodnem simpoziju Zavoda za šolstvo RS, nastop na otvoritvi razstave »To ni otroška igra« pod pokroviteljstvom izraelskega veleposlaništva, nastop ob 60. letnici Gimnazije Celje-Center, nastop ob ustanovitvi kluba InterAct, na osrednji proslavi ob prazniku Mestne občine Celje pa je bila zasedba izbrana za glavnega glasbenega gosta. 